# Museo delle armi bianche e delle pergamene
Il Museo delle armi bianche e delle pergamene (acronimo MAP) inaugurato nel 2010, si trova nella parte del loggiato al secondo piano del palazzo Milesi a Gromo, in provincia di Bergamo. Mediante affreschi e pergamene documenta come si forgiavano e commerciavano le armi bianche nel XV secolo e XVI secolo, prodotte nelle fucine presenti sul borgo, un tempo chiamato la piccola Toledo.

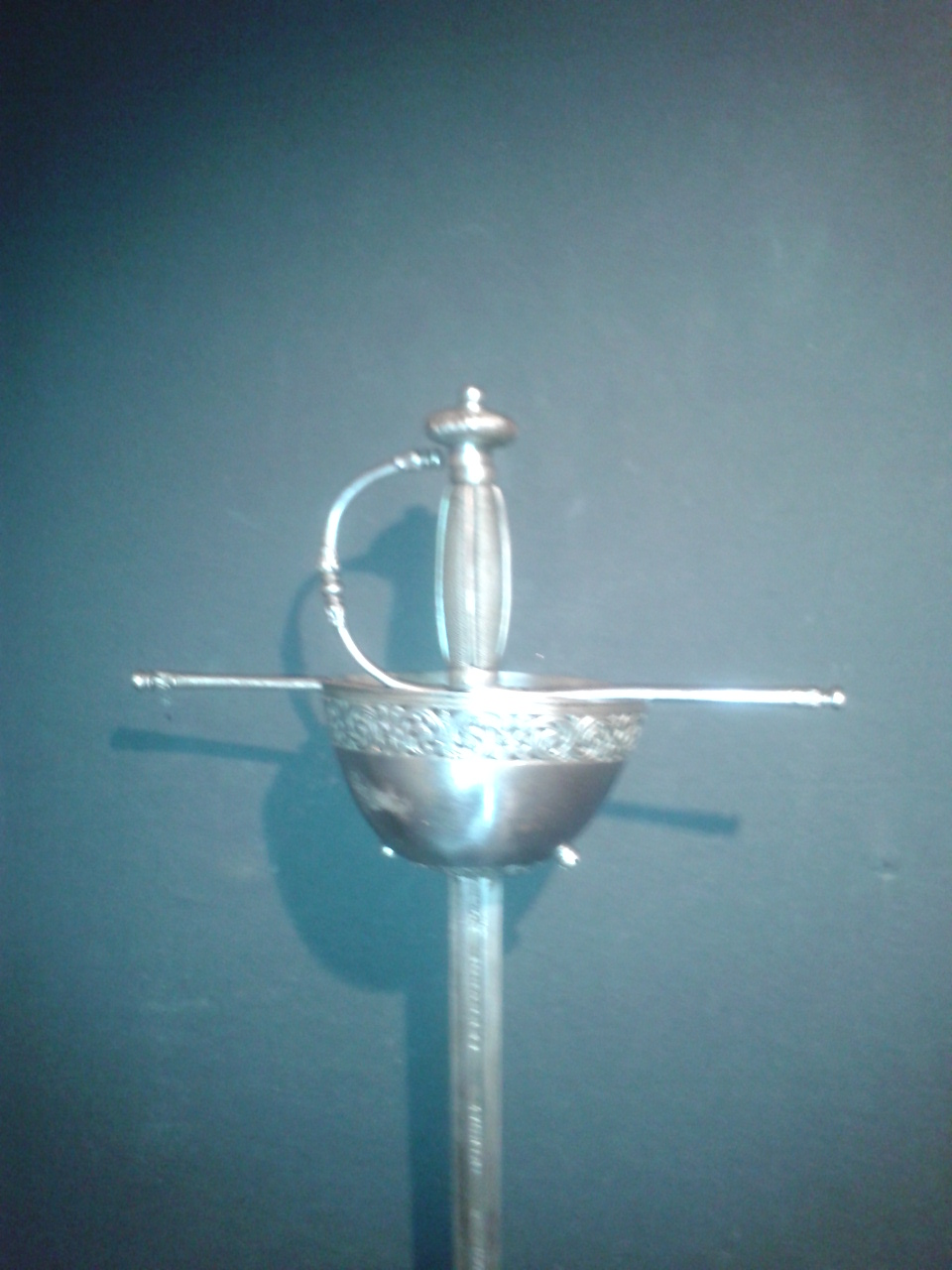
Elsa di una spada esposta nella sala delle armi

Il museo è aperto nei pomeriggi di ogni fine settimana, e nel periodo estivo, tutti i giorni con ingresso gratuito.

## Sede
Il museo si trova al secondo piano del palazzo Milesi, edificato nel XV secolo dalla famiglia Buccelleni e diventando nel XX secolo di proprietà e sede dell'amministrazione comunale, riallestito e inaugurato nell'aprile 2014.
Bucelleni o Buccelleni

## Storia
Durante la ristrutturazione di palazzo Milesi negli anni novanta, al secondo piano, ripresero luce gli affreschi seicenteschi sulle pareti di due sale, affreschi coperti nei primi anni del XX secolo dall'allora proprietario del palazzo, Valerio Milesi, perché scoloriti e deteriorati dal tempo. 

Prima di coprire questi affreschi li fece però ricopiare su fogli in lucido da Augusto De Marchi, allora studente dell'Accademia Brera di Milano e dalle sue sorelle. Lucidi che rimasero esposti anni nella sala consiliare e successivamente nella sala Filisetti. Il restauro degli affreschi e il ricco archivio di pergamene del fondo Donazione Valerio Milesi hanno permesso l'allestimento del museo, nonché una ricerca storica.

## La collezione
Il museo è composto da due sale. 

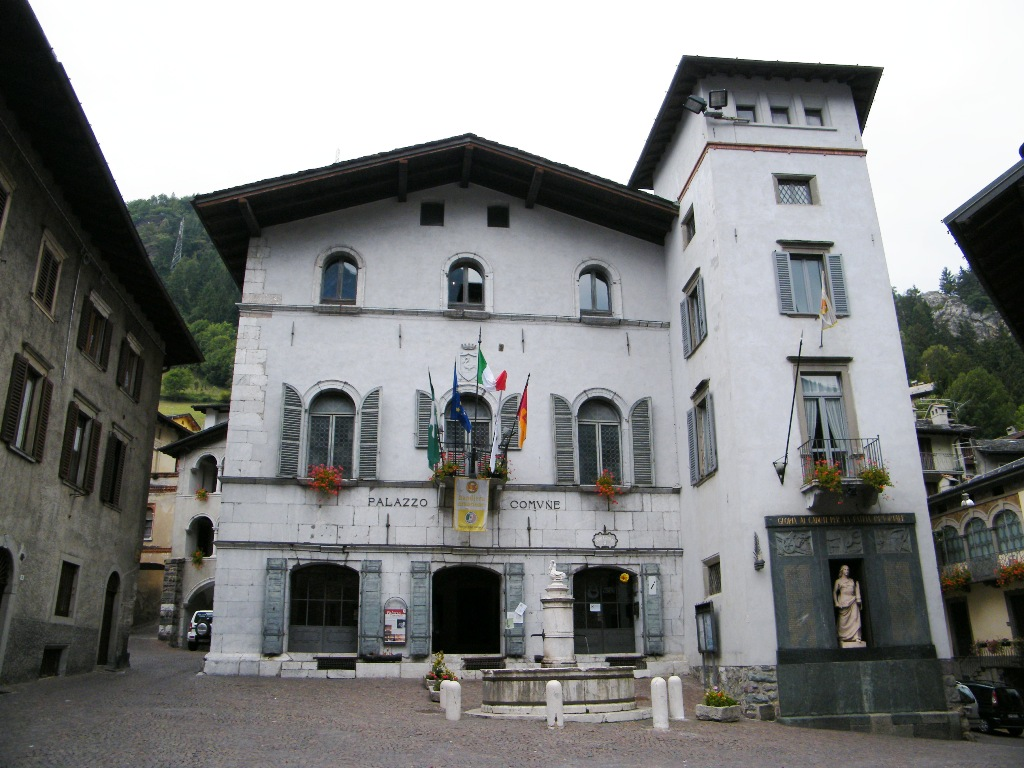
Municipio di Gromo

In entrambe sono esposti nelle teche pergamene e registri datati tra il 1323 e il 1800, di cui molti provenienti dalla Donazione Valerio Milesi che il proprietario del palazzo aveva ceduto all'amministrazione comunale, di cui molti rogati da notai della famiglia Zucchinalis. I documenti non furono da subito tradotti dagli amministratori, anzi per molti anni giacquero abbandonati in un locale del palazzo. Furono poi offerti il 27 aprile 1932 dall'allora podestà a Margherita De Licinis, erede del Castello Ginami sperando in una ricompensa che risultò pervenire il 16 agosto del medesimo anno nella cifra di 1 000 lire, non ritenute sufficienti dall'amministrazione comunale, che richiese un ulteriore compenso, in quanto il prezzo d'ogni pezzo doveva essere sulle 10 lire. La signora De Licinis si ritenne offesa e il 19 agosto 1932 rimandò le pergamene all'offerente. Queste furono poi consegnate alla Prefettura e il 9 agosto 1945 l'allora sindaco Guido Santus si presentò in Prefettura riportando così i documenti a Gromo.
- Sala delle armi

Così chiamata perché i suoi affreschi raccontano qual era la qualità, la forma e le varie caratteristiche delle armi bianche che venivano prodotte a Gromo e a quali mercati erano dirette. Si alternano varie immagini, il venditore e il compratore, l'immagine del moro è sicuramente la più sorprendente, testimonianza vera che il mercato del XV secolo aveva grandi orizzonti.
Gli affreschi son paragonabili a un odierno catalogo e servivano agli acquirenti che sostavano in queste sale nell'attesa di venditori e notai, di scegliere quali sarebbero state le armi da acquistare. Questo rende sicuramente particolare e unica questa sala, una sorta di catalogo a muro medioevale, dove le spade e le alabarde sono raffigurate sia nella loro forma sia nelle esatte dimensioni. 

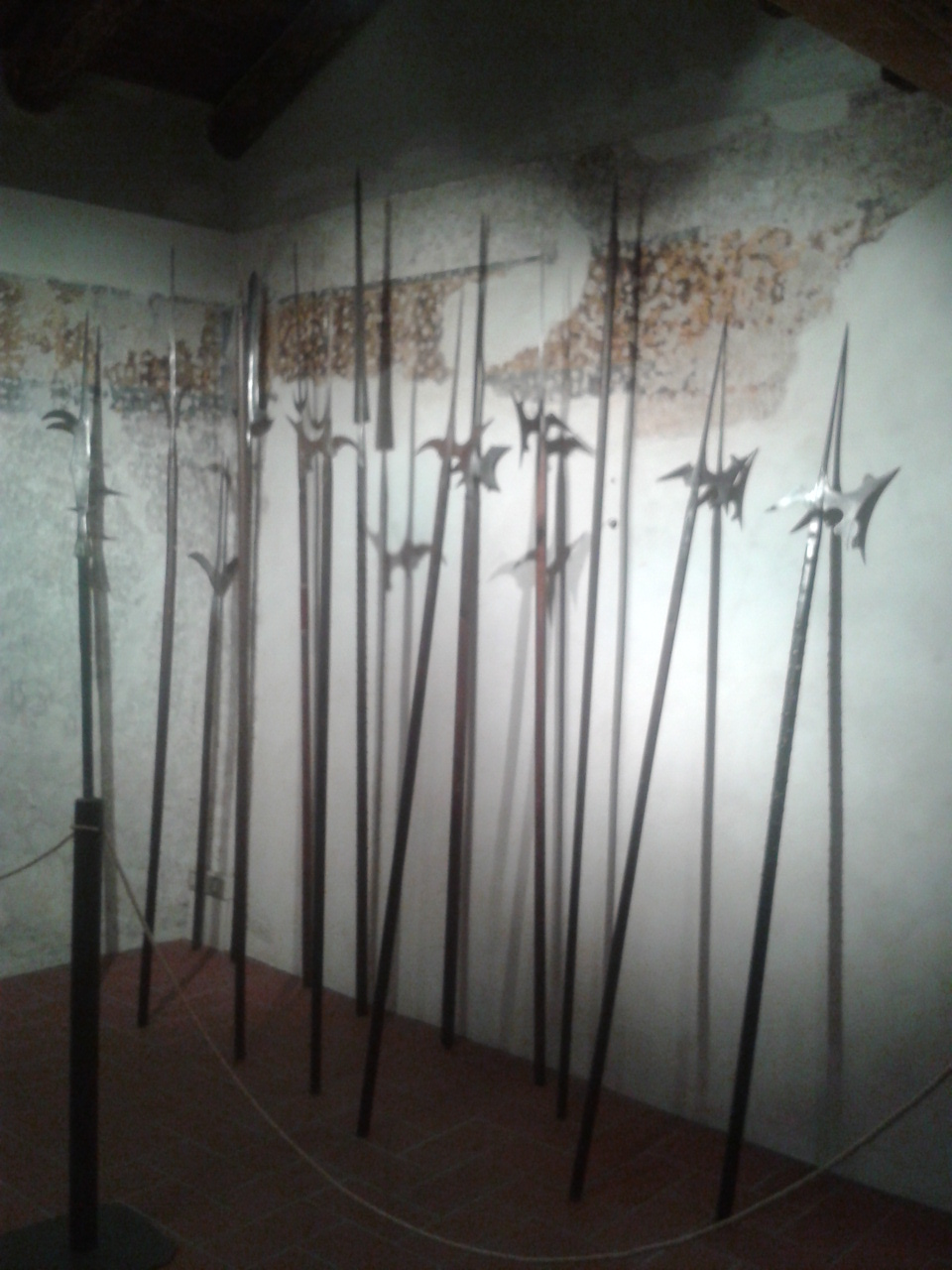
Alabarde

Le due spade appese sulla parete a nord, sono di collezione privata, e gentilmente date in visione al museo. Si tratta di spade a tazza forgiate dalle famiglie Scacchi e Zucchini, tra le maggiormente produttive nel periodo.
Le bacheche poste nella sala contengono le pergamene: la prima è la più importante, trattandosi dell'Instrumento del Privilegio, del 12 febbraio 1267, documento che dà autonomia ai comuni di Gromo, Valgoglio e Oltreildragone. 
Si succedono altri atti, tutti facenti parte della Fondazione Valerio Milesi, che raccoglie tutti gli atti della Famiglia Zucchinali dal 1246 al 1797. 
Un'allegoria di folletti intenti alla lavorazione e alla forgiatura di spade fa da fregio ornamentale alla sala. Visibile è lo stemma della famiglia Ginami, il cui nome ricorre ancor oggi nella dicitura del vicino castello, ramo staccatosi, nella metà del XV secolo, dalla famiglia Zucchinali.
- Sala delle pergamene:

Nella sala a sinistra si trovano armi inastate, realizzate nelle fucine locali nel XV e XVI, di varie forme e dimensioni tra cui alabarde, ronconi e picche. 
Sulla parete a destra è appesa una cartina che riproduce il paese in data precedente al 1666, anno in cui il paese subirà una disastrosa alluvione che distruggerà ogni attività lavorativa relativa alla fabbricazione delle armi. 
Nelle bacheche si trovano esposte diverse pergamene riportanti atti di vendita e affitto, e in ultimo un documento della Repubblica di Venezia datato 5 maggio 1677, undici anni dopo la disgrazia, che concede l'esenzione di altri cinque anni a qualsiasi dazio o balzello nei confronti del paese.
Seguendo il percorso delle pergamene, dalla prima del 1267, all'ultima 5 maggio 1677, degli affreschi e delle spade e punzoni, si può costruire la storia dei quattro secoli di un paese e della sua valle. S'incontrano le famiglie Buccelleni, Ginami, Scacchi e Zucchinali che con lavoro, fatica hanno, con l'arte della spaderia, forgiato spade, mille al giorno, per tutto il mercato del nord Italia e del resto d'Europa, fino al drammatico evento del primo novembre 1666 che definirà la fine di un'epoca doro lasciando cristallizzato nel tempo quanto era stato costruito.
In occasione del cinquantesimo anniversario dell'alluvione di Firenze del 4 novembre 1966, e del trecentocinquantesimo dell'alluvione del 1º novembre 1666 di Gromo, le sale hanno ospitato testimonianze e documenti concessi da privati e dall'Archivio di stato di Bergamo che rappresentassero e raccontassero i fatti accaduti e le conseguenze disastrose dell'evento alluvionale
Dal 2023 la sala conserva in una teca, il dipinto di Antonia Pandini, che racconta la storia della lavorazione delle lame, il commercio, e la distruzione delle fucine da una frana nel 1666.
- Mineralogia delle armi bianche e del territorio bergamasco:

Il 15 aprile 2017 è stato inaugurato un nuovo spazio espositivo dedicato alla mineralogia e ai minerali presenti sul territorio necessari alla lavorazioni delle armi bianche, uno spazio che collega la storia dalle miniere, alla forgiatura delle armi, fino ai contratti di vendita esposti nelle diverse teche. La teca conserva anche un elemento di galena argentifera a testimonianza delle miniere di argento.

## Instrumento del Privilegio
L'Instrumento del Privilegio - il documento più importante e più antico del museo - è la convenzione tra le autorità cittadine, rappresentate dal podestà Napo Torriano e il comune Grumelli de Gromo che trasforma quella che era una vicinia rurale in burgus, esentando i suoi abitanti dal pagamento delle tasse e dei tributi alla città di Bergamo. Questa non era la tradizionale procedura di trasformazione ma per Gromo avvenne grazie ad alcuni eventi concomitanti e forse unici.

### Storia
Nel 774 Carlo Magno, dopo aver conquistato i territori longobardi sconfiggendo il re Desiderio, cedette l'alta val Seriana, la val Camonica e la valle di Scalve, territori allora della chiesa di Bergamo grazie al lascito testamentario di Taidone, al monastero di San Martino di Tours. Sarà solo nel 1026 che il vescovo Ambrogio II, scambiò alcune zone del milanese e pavese con i territori dell'alta bergamasca, così da poter godere degli utili derivanti dall'estrazione mineraria. Ebbe così inizio un periodo di grande divisione tra i podestà - con le famiglie proprietarie dei fondi locali - e il vescovado.
Il paese di Gromo, privo di autonomia pur avendo miniere sul territorio - in particolare una d'argento - non viene citato fino al 1198 quando un atto notarile ne fa menzione, con il vicino paese di Valgoglio, ma facente però parte dell'amministrazione di Ardesio, nominandolo come Ardesio e la sua valle.
Sarà il notaio  Borandus Oteboni Rizi Gazonum de Gromo il 30 marzo 1238, a redigere il primo statuto di quella che era una comunia vicinorum e universitates vicinorum, nel giardino della chiesa di San Giacomo e San Vincenzo de Butuno vicinancie Gromi; l'assemblea presente all'atto era composta di quattro notai,  (Bonaventura di Zambono Ranchasche, Stefano Oberti, Albertino di
Anderbono Ulamasi, Favallo di Zambono Peterzolli), e dodici contabili. Il documento venne consegnato ai quattro consoli in carica e al podestà dominus Nantelmo de Crema della valle, ed era composto da più fascicoli, alcuni relativi alle finanze quaterni rationis debiti et capitalis comuni, altri relativi alla regolamentazione della giustizia locale pronontiationes et condempnationes et fraude. 
Le vicinie rurali avevano gravi obblighi fiscali che non permettevano lo sviluppo del territorio; oltre agli statuti minerari, imposti dal vescovo Tornielli nel 1219, che invalidarono le disposizioni del 1179 del vescovo Guala privandole di ogni guadagno proveniente dall'estrazione mineraria; è infatti del 1214 l'atto di vendita al vescovo Giovanni Tornielli, da parte di Mazzocco di Rivola e Oldicino suo figlio, di tutti i diritti sulle miniere d'argento di Gromosicché, quando nel 1266 il podestà di Bergamo Napoleone della Torre invitò le comunità rurali a partecipare agli eventi militari, che dovevano liberare il castello di Covo  che era posto sotto assedio dal 4 giugno 1266, dall'occupazione di Buoso da Duera e di Oberto II Pallavicino, ai paesi dell'alta valle si presentò l'opportunita'
di riscattare la loro autonomia economica.

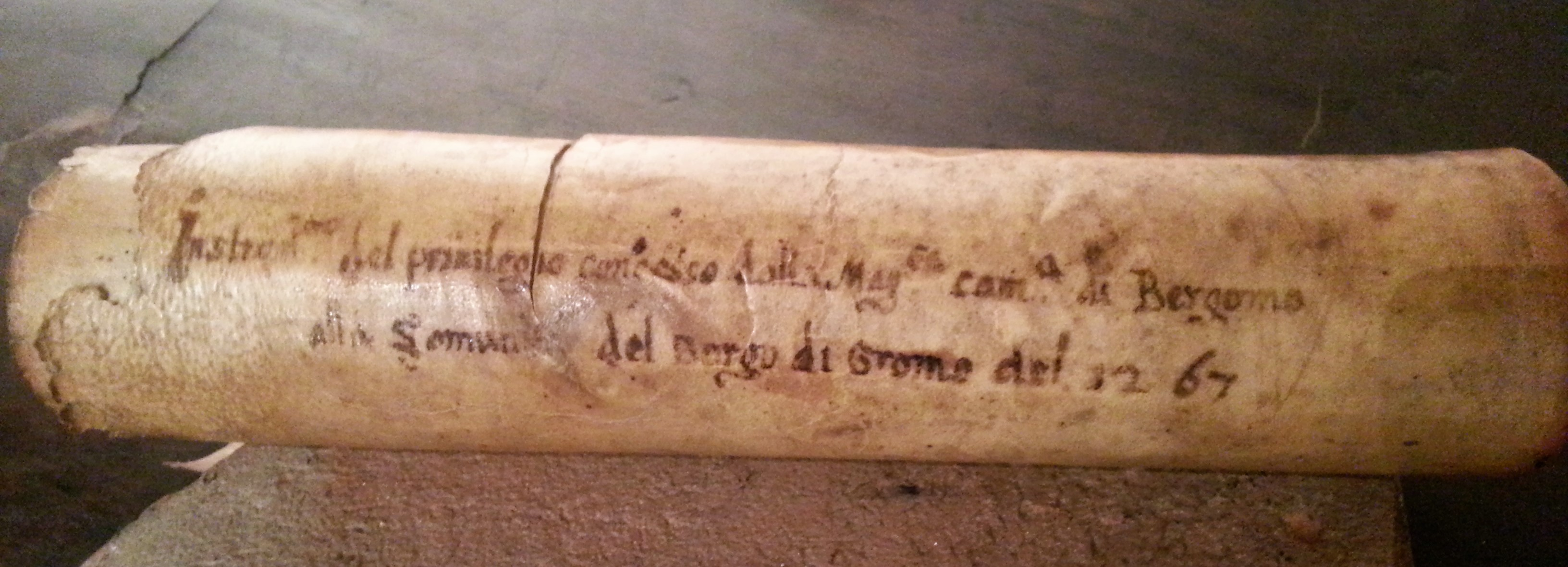
Documento del privilegio del 1267

A quel tempo si documentano duecento guastatori provenienti dall'alta valle, che fecero lavoro di demolizione del castello scavando fossati e avvallamenti facendo cedere una delle torri e un'ala del castello, così che si aprì un varco per la milizia torriana. Il 4 giugno 1266 il castello era espugnato. 

Come era consuetudine tale lavoro comportava una ricompensa. Ma, essendo l'economia della città di Bergamo senza denaro causa le troppe guerre e conflitti, e quindi impossibilitata a saldare il debito ma con la necessità di rimpinguare le proprie casse, non trovò altra soluzione che concedere il diritto di burgus,  che risolveva il debito e avrebbe concesso denaro come pagamento del riscatto. 
Il 12 febbraio del 1267, a Covo, venne redatto il documento Instrumento del Privilegio che concedeva alle comunità di Gromo, Valgoglio e Oltreildragone il diritto di borgo, con inclusi tutti i diritti dei borghigiani. Venne definita la cifra del riscatto scontata da quanto era il debito della città, convenendone il pagamento in due quote.

### Contenuto
Il documento si divide in dieci parti distintamente numerate. 

- Le prime cinque elencano i fatti che portano alla compilazione dell'atto, quindi la gratitudine e il dovere di ricompensa che la città aveva verso i tre comuni di Gromo, Gandellino e Valgoglio, ricompensa che veniva trasformata nell'offerta della concessione della condizione di borgo, considerata prestigiosa.

- Nelle parti sei e sette gli abitanti del paese di Gromo, nelle vesti del rappresentante Martino Rizzonum e i loro fideiussori, accettano l'impegno pecuniario gravante sulla concessione.

- Nella nona parte il comune di Bergamo, tramite il vicario Corrado da Concarezzo, concede lo status di borgo.

- L'ultima indica le date e le sottoscrizioni in cui il documento verrà rogato.

### Conseguenze
L'istrumento del privilegio venne redatto sabato 12 febbraio 1267 a Bergamo nel palazzo del comune, tra il rappresentante del podestà Corrado da Concorezzo, il rappresentante del nuovo borgo, Martino Rizzonum e dal notaio Saianisio de Acerbis, anche se venne poi riscritto su pergamena solo il primo luglio 1292 dal notaio Viviano di Alberto Gatti, per poter dare documentazione della propria autonomia in un periodo politicamente molto complesso della città di Bergamo.
Il debito che il comune di Bergamo aveva per l'intervento militare dei paesi dell'alta valle era di 800 lire, mentre il costo del privilegio era di 2 100 lire, in aggiunta a tasse o debiti precedenti mai saldati. La comunità di Gromo, nominata in toto, si trovò ad avere un debito di 433 lire da pagare in tre rate ravvicinate. Non è dato conoscere come i borghigiani abbiano provveduto a saldare il debito, sicuramente ogni paesano se lo accollò in base ai propri estimi, inoltre vendendo proprietà come pascoli e boschi e ricorrendo al prestito urbano, erano presenti sul territorio cittadino molti finanziatori, risulta un Bartolomeo de Zoppo finanziatore, con incarico al notaio Martino de Bariano per riscuotere il debito dai comuni di Gromo e di Valgoglio.
Ciononostante, l'autonomia raggiunta con questo documento, permise al paese lo sviluppo socio-economico che lo porterà a divenire uno dei più importanti centri di produzione d'armi bianche e di altri lavori in ferro, nella zona bergamasca.
Il documento è conservato in una teca, nella Sala delle Armi del Museo; ma non è sempre stato di proprietà del comune: risulta infatti che venne acquistato da Giovanni Pedrocchi, al costo di 100 lire il 12 marzo 1875, faceva parte dell'eredità di suo cognato Luigi Fantoni di Rovetta. Il documento d'acquisto è ora conservato nell'archivio del comune.
Anche le pergamene ebbero una storia travagliata: nel 1932 l'amministrazione, trovandosi in difficoltà economiche (ancora un'altra volta!) decise di vendere le pergamene a una erede dei De Licini del Castello Ginami. La signora Margherita ringraziò per l'offerta pagando 1 000 lire, corrispondente al valore che riteneva fosse delle pergamene stesse; l'amministrazione non fu però soddisfatta dello scambio, ritenendo che questo fosse di almeno di 10 centesimi ogni documento, richiese quindi di riavere tutte le pergamene, restituendo la somma ricevuta e adottando come ragione, che l'archivio di stato di Bergamo non ne aveva autorizzata la vendita, decisione non gradita dalla signora De Licini che rese però i documenti. Dal 2001, le pergamene sono state catalogate e conservate nell'archivio del comune.